# Olaf Winter
Olaf Winter (Neustrelitz, 18 luglio 1973) è un ex canoista tedesco.

## Palmarès

### Olimpiadi
- 1 medaglia:
  - 1 oro (Atlanta 1996 nel K4 1000 metri)

### Mondiali
- 1 medaglia:
  - 1 bronzo (Milano 1999 nel K2 1000 metri)